# Строганов, Григорий Александрович (1824)
Граф Григо́рий Алекса́ндрович Стро́ганов (6 (18) июня 1824 — 6 (18) февраля 1878) — шталмейстер, морганатический супруг Марии Николаевны, дочери Николая I.

## Биография
Сын графа Александра Григорьевича Строганова от брака с Натальей Викторовной Строгановой, в девичестве Кочубей. Родился 6 (18) июня 1824 года; крещён 23 июня 1824 года Симеоновской церкви в Петербурге, крестник императора Александра I и графини М. Г. Разумовской.
Был очень похож на свою мать, историк С. М. Соловьев писал о нём: «… он не имел в себе ничего строгановского, живой, болтун, шумиха, красив, строен». В 1843 году из камер-пажей произведен в корнеты лейб-гвардии Конного полка. С 1846 года — поручик, адъютант военного министра А. И. Чернышева, с 1852 года — подполковник армейской кавалерии. Во время Крымской войны в 1855 году был назначен командиром 2-го Малороссийского казачьего полка.
Впоследствии занимал должности вице-президента и президента (1862—1866) Придворной конюшенной конторы. С 1869 года и до своей смерти был попечителем при Георгии Максимилиановиче Романовском, герцоге Лейхтенбергском. Был почётным опекуном Санкт-Петербургского опекунского совета, попечителем Демидовского дома призрения трудящихся и Николаевской детской больницы, управляющим Больницей всех скорбящих.
Был пожалован придворным званием «в должности шталмейстера» (1856), чинами действительного статского советника (1859) и шталмейстера (1862).

## Брак

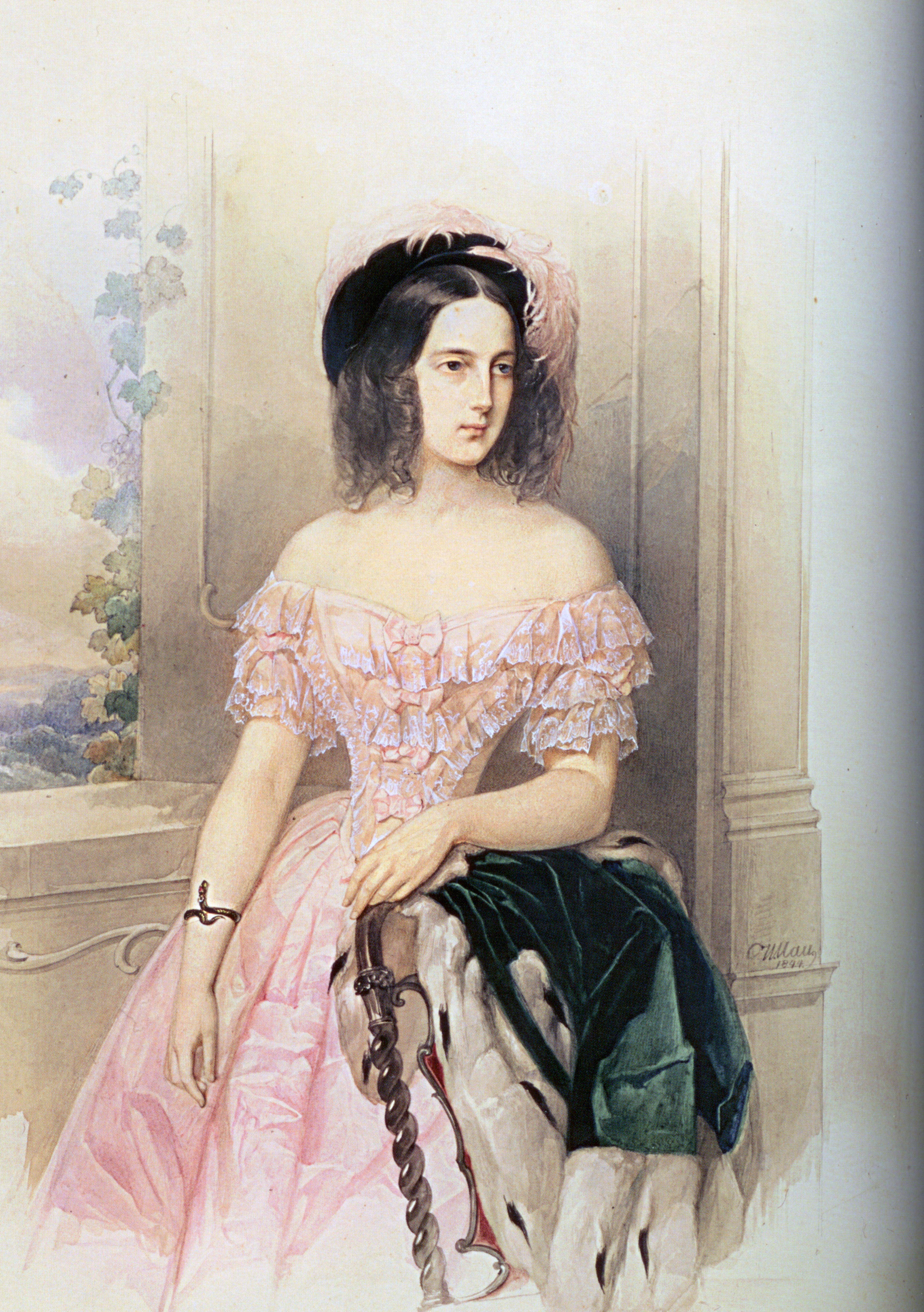
Мария Николаевна, жена

Роман Марии Николаевны и Григория Строганова начался при жизни её первого мужа. 1 ноября 1852 года Максимилиан Лейхтенбергский умер. Выдержав годовой траур, княгиня решила обвенчаться с «Жоржем», так она называла графа Григория Александровича.
4 ноября 1853 года граф сочетался браком с великой княжной Марией Николаевной. Венчание проходило в домовой церкви, в родовом имении Татьяны Борисовны Потемкиной, много хлопотавшей об этой свадьбе. Свидетелями были: князь Василий Андреевич Долгоруков и граф Михаил Юрьевич Виельгорский. Первый был военным министром, и раскрытие его участия в церемонии неминуемо привело бы к крушению всей служебной карьеры. Но за сестру так просил брат-наследник великий князь Александр Николаевич, что Долгоруков, питавший к цесаревичу огромную симпатию, не устоял. Второй же свидетель, Виельегорский, доводился старшим братом управляющему двором великой княгини Матвею Юрьевичу, и поначалу Мария Николаевна обратилась с деликатной просьбой к своему управляющему. Но граф испугался и предложил на эту роль своего брата, известного столичного «любителя муз», композитора и скрипача-любителя.
По словам Д. Оболенского, Строганов всегда был кутилой и таскался по всем публичным местам, везде имея приятелей и знакомых; со всеми был на «ты». Но в год своей женитьбы, он, вероятно для отклонения всяких подозрений, вел себя ещё распутнее, не было гулянья или танц-класса, в котором бы он не отличился. Говорили, что брак был заключён тайно и император Николай I не знал об этом, что весьма трудно было предположить, также не мог он не знать о любовной связи дочери. Императрица Александра Фёдоровна действительно ничего не знала о свадьбе, ей объявили позже.

## При Александре II
В новое царствование Строганов переехал во дворец своей супруги на Мойке, где занял отдельное помещение. Александр II подписал специальный манифест, но брак все равно продолжал быть тайной. Некоторые члены семьи Марии Николаевны стали более холодно относиться к графу, но Григория Александровича это мало интересовало. Даже его отец, граф Александр Григорьевич, был против заключённого брака.

По словам С. Шереметева, Строганову пришлось только примириться с тягостным своим положением и установиться среди многочисленной семьи великой княгини, что и достиг он в совершенстве. Лицом он напоминал портреты Петpa I, и тип у него был запорожский. Смуглый, с большими черными усами, у него был орлиный взгляд, густой и звучный голос, он был в зрелых годах ловок и статен, и когда он танцевал мазурку, то это было загляденье. Писатель В. Соллогуб вспоминал:
Я всегда находился с Григорием Строгановым в самых дружеских отношениях и могу сказать, что редко на своем веку встречал человека такого благородного и доброго. Он представлял собой олицетворение того, что французы называют «прожигатель жизни», но в самом изящном смысле. Всегда готовый волочиться за женщинами и кутить, но в то же время всегда был готов оказать услугу товарищу, помочь бедняку, утешить страждущего.

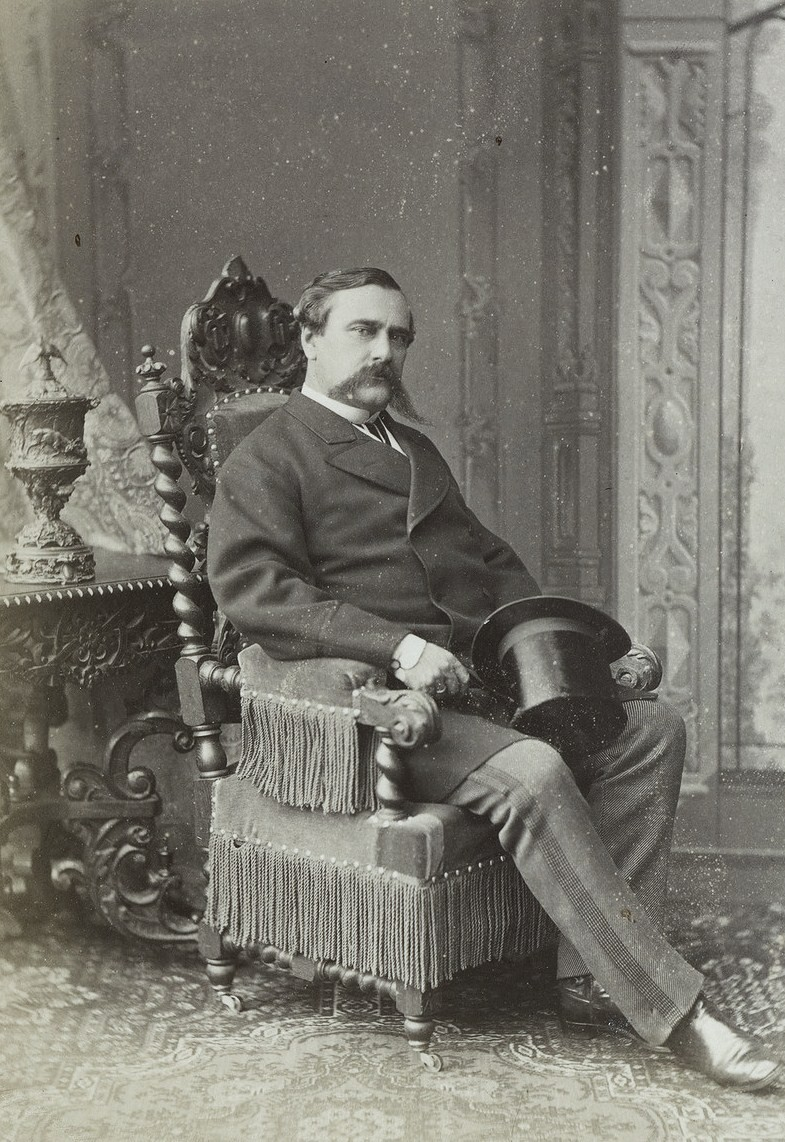
Граф Г. А. Строганов

Мария Николаевна умерла 9 февраля 1876 года. Григорий Александрович умер 6 февраля 1878 года от рака желудка, был похоронен в Сергиевой пустыни.

## Дети
От брака с Марией Николаевной он имел 2-х детей:
- Григорий (1857—13.02.1859), скончался в Риме от воспаления в мозгу, похоронен там же на общем для иностранцев городском кладбище[9].
- Елена (1861—1908), замужем сначала за Владимиром Алексеевичем Шереметевым (1847—1893), флигель-адъютантом, командиром императорского конвоя; затем — за Григорием Никитичем Милашевичем (1860—1918), офицером свиты Его императорского величества.